# Silpha laevigata
Silpha laevigata es una especie de escarabajo carroñero del género Silpha, categorizada en la tribu Silphini, de la subfamilia Silphinae. Fue descrita por Fabricius en 1775.

## Distribución
Se distribuye por Europa: Ucrania, sur de Rusia, Turquía, Armenia y Georgia.